# Генрих IV Распе
Генрих IV Распе (нем. Heinrich IV Raspe; 1204 — 16 февраля 1247, замок Вартбург, близ Эйзенаха, Тюрингия) — ландграф тюрингенский с 1227 года, третий сын Германа I и Софии Виттельсбах.

## Биография

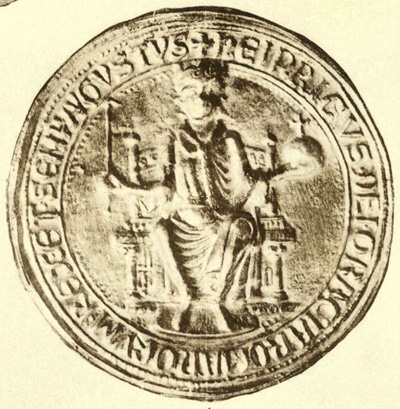
Печать Генриха IV Распе.

После смерти в 1227 году своего старшего брата Людовика IV Святого, Генрих изгнал его жену Елизавету Венгерскую и сына Германа II из Вартбурга и захватил Тюрингенское ландграфство с пфальцграфством Саксонией.
Он оказал Богемии помощь при нашествии монголов; сделался опекуном Конрада, сына императора Фридриха II, но вскоре перешел на сторону папы, и партия последнего после лишения Фридриха II короны избрала его контримператором 22 мая 1246 года; в насмешку его называли поповским императором («королём священников»), так как в его избрании принимали участие преимущественно духовные князья. При помощи папских денег он собрал войско и разбил Конрада 5 августа 1246 года в битве при Франкфурте. Зимой 1247 года он осаждал Ульм и Ройтлинген. В столкновении при Ройтлингене Генрих был ранен, затем неожиданно свернул свои военные действия и удалился в Вартбург, где заболел и умер 16 февраля 1247 года.
Был погребён рядом со своими родителями в монастыре св. Екатерины около Эйзенаха.

## Брак и дети
Генрих был женат три раза:
- 1-я жена: (с 1228 года) Елизавета Бранденбургская (1206/1210 — 1231), дочь Альбрехта II, маркграфа Бранденбургского;
- 2-я жена: (с 1238 года) Гертруда фон Бабенберг (1210/1215 — 1241), дочь австрийского герцога Леопольда VI;
- 3-я жена: (с 1241 года) Беатриса Брабантская (1225—1288), дочь Генриха II Брабантского.

Ни в одном из браков он не имел сыновей. С его смертью угасла династия тюрингенских ландграфов, после чего наступила продолжительная война за тюрингское наследство между родственниками ландграфского дома по женской линии.